# Танюшкин, Александр Иванович
Алекса́ндр Ива́нович Та́нюшкин (20 июня 1950) — известный советский и российский мастер каратэ стиля Кёкусинкай, обладатель 8 дана IFK, один из первых инициаторов развития карате в СССР и России. Президент-основатель Федерации Кёкусинкай России, судья международной категории по ката, председатель аттестационной комиссии ФКР.
Председатель Федерации Кёкусинкай СССР (до 1991 года). C 1996 года — Президент-основатель ФКР.

## Биография
Инженер-конструктор по профессии Александр Танюшкин впервые увидел приёмы каратэ в кинофильме «Гений дзюдо» в 1969 году, после чего сам захотел овладеть этим искусством. В 19 лет по обмену студентов Танюшкин попал в Польшу, где занимался в секции дзюдо. Чуть позже познакомился с первыми учителями каратэ, занимался у мастера Анджея Древняка и получил коричневый пояс.
В 1973 году Танюшкин окончил Краковскую горнометаллургическую академию и вернулся в Москву, где открыл секцию Кёкусинкай.
В 1976 году Александр Танюшкин сдал Люку Холландеру экзамен на первый дан и стал представителем Европейской организации Кёкусинкай в СССР. При этом сохранял контакты с польским наставником, выезжал в Польшу на сборы, а также принимал участие чемпионатах Польши, где однажды стал призёром.
К концу 1970-х годов в стране сформировалась школа Кёкусинкай, имеющая представителей во всех крупных регионах. Но при этом спортсмены не могли участвовать во всесоюзных соревнованиях под эгидой Федерации каратэ СССР, поскольку Федерация проводила соревнования только по бесконтактным правилам. В свою очередь, по словам Танюшкина, после запрета каратэ в СССР в 1984 году это нисколько не сказалось на Кёкусинкай, поскольку основное своё развитие данный стиль получил не в Москве, а в Сибири и на Дальнем Востоке.
В 80-е работал в Польше, где продолжал заниматься Кёкусинкай, а также помогал проводить сборы советским спортсменам. Экзамен на второй дан Танюшкин сдал в 1981 году Говарду Коллинзу, на третий — в 1983 году снова Люку Холландеру.
В конце 1989 года стал основателем и председателем Федерации Кёкусинкай СССР.
В начале 1990-х годов противоречия между Токийским Хонбу и Европейской организацией Кёкусинкай, в которую входила Федерация Кёкусинкай СССР, привели к исключению президента европейской федерации Стива Арнейла из IKO и созданию Международной федерации каратэ (IFK), в которую вошла и Федерация Кёкусинкай СССР. В связи с этими событиями Танюшкин был исключён Оямой из IKO.
Четвёртый дан Танюшкин получил уже от IFK в 1993 году, а пятый дан — в 1998 году. Сертификат на шестой дан был вручен Александру Танюшкину 25 января 2003 года. Он стал первым в России обладателем шестого дана IFK и первым человеком, которому IFK присвоила 6-й дан. На прошедшей с 27 по 31 июля 2011 года традиционной Летней школе ФКР 2011 (г. Среднеуральск) Ханси Стив Арнейл (10 дан, Великобритания) от имени Международной федерации IFK вручил сихану Танюшкину Александру 7 дан Кёкусинкай. 8 дан ИФК присвоен в августе 2019 года .
В 2007 году на церемонии 2-й Национальной премии в области боевых искусств «Золотой пояс» РСБИ награждён Орденом РСБИ «За заслуги» за номером «1».
Приказом Минспорттуризма № 69-нг от 4 мая 2012 года Александру Танюшкину присвоено звание Заслуженный тренер России.